# Gordon Anthony Pantin
Gordon Anthony Pantin CSSp (allgemein Anthony Pantin genannt; * 27. August 1929 in Port of Spain, Trinidad und Tobago; † 12. März 2000) war römisch-katholischer Erzbischof von Port of Spain.

## Leben
Anthony Pantin war der zweite Sohn des Geschäftsmannes Julian Andrew Pantin und dessen Ehefrau Agnes aus Port of Spain. Als Schüler ging Anthony zunächst auf die Belmont Intermediate School (heute Belmont Boys’ Secondary Roman Catholic School) in Port of Spain. Mit einer Government Exhibition, einem staatlichen Stipendium für herausragende Leistungen ausgezeichnet, wechselte er zum St. Mary’s College in Port of Spain, welches durch die Spiritaner geleitet wird. Im Alter von 17 Jahren entschloss sich Anthony Pantin zum Priesterberuf und folgte somit seinem älteren Bruder, Pater Gerald Pantin CSSp. Er verbrachte nur kurze Zeit im College und wechselte 1946 in das Noviziat der Missionsgesellschaft vom Heiligen Geist unter dem Schutz des Unbefleckten Herzens Mariens (Spiritaner) nach Kanada. Er studierte an der University of Montreal und schloss seine Studien 1949 ab. Von 1949 bis 1952 war er Lehrer am St. Mary’s College, seiner alten Schule. Im Jahr 1952 begann er in Dublin sein Theologiestudium und wurde am 3. Juli 1955 zum Ordenspriester der Spiritaner (CSSp) geweiht. Danach war er bis 1959 in Guadeloupe als Missionar tätig. Anschließend kehrte er in seine Heimat zurück und unterrichtete bis 1964 am Fatima College in Port of Spain. Von 1965 bis 1967 war er wieder Lehrer am St. Mary’s College.
Papst Paul VI. ernannte Anthony Pantin am 29. November 1967 zum Erzbischof von Port of Spain, mit gerade 38 Jahren einer der jüngsten Bischöfe weltweit. Er war der erste Trinidadier in diesem Amt. Die Bischofsweihe erhielt er am 19. März 1968 durch Erzbischof Marie-Joseph Lemieux OP, den Apostolischen Nuntius von Haiti. Im assistierten der Generalsuperior der Spiritaner, Erzbischof Marcel Lefebvre CSSp, und der Apostolische Administrator von Port of Spain Bischof William Michael Fitzgerald OP, Weihbischof in Port of Spain, als Mitkonsekratoren.
Anthony Pantin war über 32 Jahre im Amt und verstarb am 12. März 2000. Sein Grab befindet sich in der Krypta der Cathedral of the Immaculate Conception in Port of Spain.

## Wirken
Während seiner Amtszeit gründete Erzbischof Pantin das Mary Care Center für schwangere unverheiratete junge Frauen. Häufig besuchte er die Gefangenen auf Carrera Island; die Gefangenenseelsorge war ihm ein großes Anliegen. Er setzte sich für eine Überwindung der Abgrenzung zwischen den afrikanischstämmigen und den indischstämmigen Bürgern seines Landes ein und für eine ökumenische und interreligiöse Zusammenarbeit, die sein Vorgänger, Erzbischof Finbar Ryan, nicht geschätzt hatte.
Von 1979 bis 1984 war Pantin Vorsitzender der Bischofskonferenz der Antillen (Antilles Episcopal Conference – AEC).
Er weihte Patrick Webster OSB zum Titularbischof von Ottocium (Weihbischof in Grenada), Sydney Anicetus Charles zum Bischof von Saint George’s in Grenada und Malcom Patrick Galt CSSp zum Bischof von Bridgetown auf Barbados.
Als Mitkonsekrator assistierte er bei der Weihe von:
- Aloysius Ferdinandus Zichem CSSR zum Titularbischof von Fuerteventura (Weihbischof in Paramaribo)
- Siméon Qualli zum Bischof von Basse-Terre
- Kelvin Felix zum Erzbischof von Castries
- Osmond Peter Martin zum Titularbischof von Thucca in Mauretania (Weihbischof in Belize)
- Ernest Mesmin Lucien Cabo zum Titularbischof von Bocconia (Weihbischof in Basse-Terre)
- Robert Rivas OP zum Bischof von Kingstown

Erzbischof Pantin war Teilnehmer an der Sonderversammlung der Bischofssynode für Amerika (16. November – 12. Dezember 1997).

## Ehrungen
- Im Jahre 2000 wurde Anthony Pantin posthum das Trinity Cross verliehen, die damals höchste Auszeichnung seines Landes.
- 2013 wurde Pantin vom trinidadischen Ministerium für Planung und nachhaltige Entwicklung in eine Liste der 60 „National Icons of The Republic of Trinidad and Tobago“ aufgenommen.[9]